# Grijze winterkoning
De grijze winterkoning (Cantorchilus griseus; synoniem: Thryothorus griseus) is een zangvogel uit de familie Troglodytidae (winterkoningen).

## Verspreiding en leefgebied
Deze soort is endemisch in westelijk Brazilië.